# Queens Park Rangers F.C.
Queens Park Rangers Football Club (przydomki: QPR, Rangers) – angielski klub piłkarski z siedzibą w zachodnim Londynie, w dzielnicy Hammersmith and Fulham. Swoje mecze rozgrywa na stadionie Loftus Road.

## Historia
Klub został założony w 1882, a dwa lata później stał się profesjonalnym klubem piłkarskim. Grał na 14 różnych stadionach, zanim osiadł na Loftus Road. W 1967 klub wygrał Puchar Ligi, pokonując w finale West Bromwich Albion 3:2. 27 kwietnia 2008 współwłaściciele klubu Flavio Briatore i Bernie Ecclestone podczas GP Hiszpanii w Barcelonie podpisali z prezesem Realu Madryt Ramonem Calderónem umowę o współpracy, na mocy której oba kluby będą mogły wymieniać się młodymi piłkarzami.

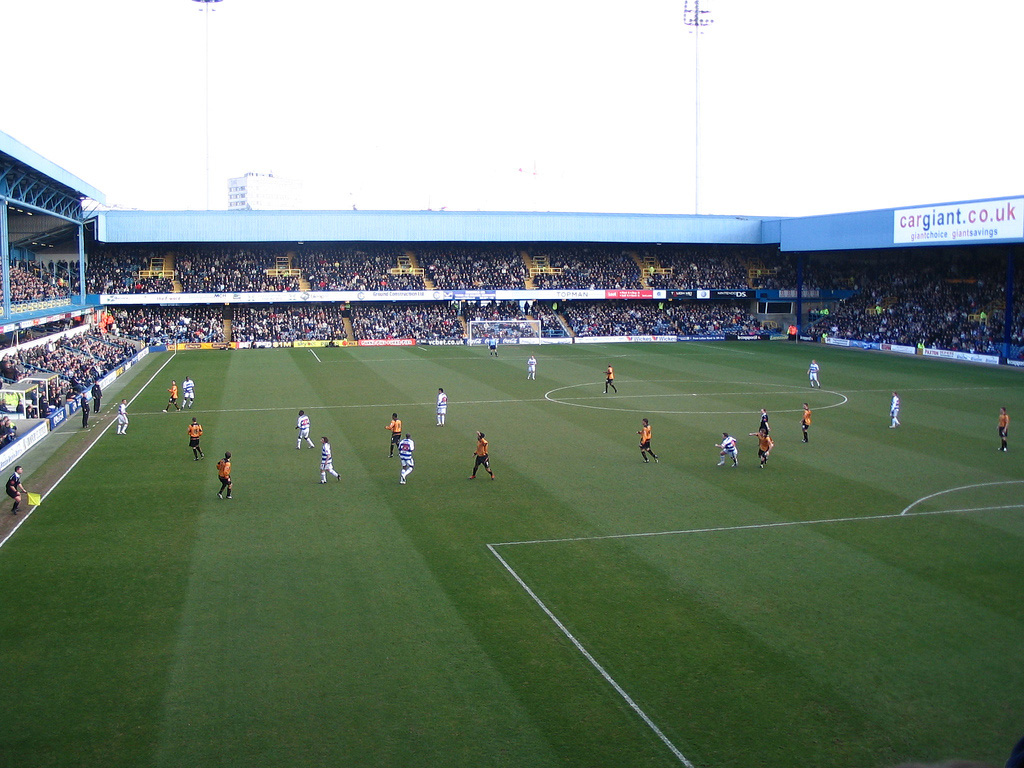
Loftus Road w 2007

W 2011 roku zajmując 1 miejsce w Championship awansowali do ekstraklasy angielskiej.
18 sierpnia 2011 właścicielem klubu został malezyjski biznesmen Tony Fernandes. W ostatnim meczu sezonu 2011/12 QPR przegrało mecz z Manchesterem City 3:2, które zapewniło sobie tytuł mistrza Anglii. Rangersi uniknęli spadku – zadecydował o tym tylko jeden punkt różnicy. Wkrótce został zwolniony trener Mark Hughes, który nie potrafił wygrać ani jednego meczu. Jego miejsce zajął Harry Redknapp i wówczas QPR zaczęło notować lepsze wyniki, np. pokonując Chelsea na Stamford Bridge 1:0, a trzy kolejne mecze remisując 0:0. Następnie podopieczni Redknappa przegrali ze Swansea City 4:1, z Manchesterem United 2:0, a także z klubami z dolnej części tabeli. Po 36 meczach drużyna zajmowała ostatnie miejsce w tabeli i kilka kolejek wcześniej straciła szansę na utrzymanie.
12 maja 2014 klub awansował do finału play-off o Premier League. W półfinale w dwumeczu pokonał Wigan Athletic 2:1. Dwanaście dni później w finale rozegranym na Wembley, Rangers wygrali 1:0 z Derby County; bramkę zdobył w 90 minucie meczu Bobby Zamora.

## Osiągnięcia
- Puchar Ligi Angielskiej: 1966/1967
- Finalista Pucharu Anglii: 1981/1982
- Finalista Tarczy Wspólnoty: 1907/1908, 1911/1912
- Mistrzostwo Division Two: 1982/1983
- Mistrzostwo Football League Championship: 2010/2011
- Wicemistrzostwo Division Two: 1967/1968, 1972/1973
- Wicemistrzostwo Division One: 1975/1976

## Statystyki i rekordy
- Największa frekwencja 35 353: vs Leeds United 27 kwietnia 1974, Division 1
- Największa wygrana 13:0: vs Tavistock 18 lipca 2011
- Największa wygrana w lidze 9:2: vs Tranmere Rovers 3 grudnia 1960, Division 3
- Największa ligowa przegrana 1:8: vs Manchester United 19 marca 1969, Division 1
- Najwięcej ligowych występów: Tony Ingham: 519, 1950–63
- Najstarszy gracz: Ray Wilkins: 39 lat 352 dni
- Najmłodszy gracz Frank Sibley: 15 lat 275 dni
- Najwięcej ligowych goli w sezonie: George Goddard, 37, Division 3, 1929–30.
- Najwięcej goli w sezonie: Rodney Marsh, 44 (30 liga, 3 FA Cup, 11 Puchar Ligi) 1966–67
- Najwięcej ligowych goli w karierze: George Goddard, 174, 1926–34.
- Najwięcej goli w karierze: George Goddard, 186, 1926–34
- Rekordowy transfer sprzedaży: 16 milionów funtów do Crystal Palace zawodnik Eberechi Eze, sierpień 2020.
- Rekordowy transfer kupna: 12,5 miliona funtów z Anży Machaczkała zawodnik Christopher Samba, styczeń 2013.

## Stadion
Poszczególne lokalizacje stadionu przed rokiem 1886 są niestety nieznane, ale prawdopodobnie były to tereny Queens Park.
- Welford’s Fields (1886–1888)
- London Scottish F.C.'s Ground (1888–1889)
- Brondesbury (1888–1889)
- Home Farm (1888–1889)
- Kensal Green (1888–1889)
- Gun Club (1888–1889)
- Wormwood Scrubs (1888–1889)
- Kilburn Cricket Ground (1888–1889)
- Kensal Rise Athletic Ground (1899–1901)
- Latimer Road/St Quintin Avenue (1901–1902)
- Kensal Rise Athletic Ground (1902–1904)
- Royal Agricultural Society showgrounds (1904–1907)
- Park Royal Ground (1907–1917)
- Loftus Road (1917–1931)
- White City Stadium (1931–1933)
- Loftus Road (1933–1962)
- White City Stadium (1962–1963)
- Loftus Road (1963–present)

QPR planuje przenosiny z Loftus Road (najmniejszy stadion w lidze) na nowy stadion, który będzie posiadał dwa razy więcej miejsc niż obecny. Potencjalne miejsca znajdują się w North Acton.

## Stroje (sponsorzy i partnerzy)
| Lata        | sponsorzy strojów | sponsorzy koszulek |
| ----------- | ----------------- | ------------------ |
| 1974–1975   | Admiral           | brak               |
| 1975–1976   | Umbro             | brak               |
| 1976–1983   | Adidas            | brak               |
| 1983–1986   | Adidas            | Guinness           |
| 1986–1987   | Adidas            | Blue*Star          |
| 1987–1989   | Adidas            | Holland i KLM      |
| 1989–1990   | Influence         | Holland i KLM      |
| 1990 – 1990 | Influence         | Influence Leisure  |
| 1990 – 1991 | Influence         | Holland i KLM      |
| 1991–1992   | Brooks            | Brooks             |
| 1992–1993   | Clubhouse         | Classic FM         |
| 1993–1994   | Clubhouse         | CSF                |
| 1994–1995   | Clubhouse         | Compaq             |
| 1995–1996   | View Form         | Compaq             |
| 1996–1997   | View Form         | Ericsson           |
| 1997–2001   | Le Coq Sportif    | Ericsson           |
| 2001–2003   | Le Coq Sportif    | JD Sports          |
| 2003–2006   | Le Coq Sportif    | Binatone           |
| 2006–2008   | Le Coq Sportif    | Cargiant.co.uk     |
| 2008–2011   | Lotto             | GulfAir.com        |
| 2011–2012   | Lotto             | Malaysia Airlines  |
| 2012–2014   | Lotto             | AirAsia            |
| 2014–       | Nike              | AirAsia            |

## Obecny zarząd
| Pozycja    | Imię i nazwisko   | Kraj    |
| ---------- | ----------------- | ------- |
| Prezes     | Tony Fernandes    | Malezja |
| Wiceprezes | Amit Bhatia       | Indie   |
| Dyrektor   | Kamarudin Meranun | Malezja |

## Obecny skład
Stan na 22 stycznia 2021
| Nr | Poz. | Piłkarz             |
| -- | ---- | ------------------- |
| 1  | BR   | Joe Lumley          |
| 2  | OB   | Todd Kane           |
| 3  | OB   | Lee Wallace         |
| 4  | OB   | Rob Dickie          |
| 6  | OB   | Yoann Barbet        |
| 7  | NA   | Macauley Bonne      |
| 8  | PO   | Luke Amos           |
| 9  | NA   | Lyndon Dykes        |
| 10 | PO   | Ilias Chair         |
| 11 | PO   | Bright Osayi-Samuel |
| 12 | PO   | Dominic Ball        |
| 13 | BR   | Seny Dieng          |

| Nr | Poz. | Piłkarz         |
| -- | ---- | --------------- |
| 19 | PO   | George Thomas   |
| 20 | OB   | Geoff Cameron   |
| 21 | PO   | Chris Willock   |
| 22 | PO   | Tom Carrol      |
| 23 | OB   | Conor Masterson |
| 24 | OB   | Osman Kakay     |
| 25 | OB   | Niko Hamalainen |
| 30 | PO   | Chalie Owens    |
| 32 | BR   | Liam Kelly      |
| 37 | PO   | Albert Adomah   |
| 26 | PO   | Faysal Bettache |
| 45 | NA   | Charlie Austin  |

### Zastrzeżone numery
| Nr | Poz. | Piłkarz                      |
| -- | ---- | ---------------------------- |
| 31 | NA   | Ray Jones (pośmiertny honor) |

## Europejskie puchary
Legenda do wszystkich tabel:
- Q – runda eliminacyjna, 1/16, 1/8, 1/4, 1/2 – odpowiednia faza rozgrywek, Grupa – runda grupowa, 1r gr – pierwsza runda grupowa, 2r gr – druga runda grupowa, F – finał, R – runda, PO – play-off
- k. – rzuty karne, los. – losowanie, Dogr. – dogrywka, w. – zasada bramek strzelonych na wyjeździe

| Sezon   | Rozgrywki   | Runda | Przeciwnik        | Dom | Wyjazd | Ogólnie     |
| ------- | ----------- | ----- | ----------------- | --- | ------ | ----------- |
| 1976/77 | Puchar UEFA | 1R    | Brann             | 4–0 | 7–0    | 11–0        |
| 1976/77 | Puchar UEFA | 2R    | Slovan Bratysława | 5–2 | 3–0    | 8–2         |
| 1976/77 | Puchar UEFA | 3R    | 1. FC Köln        | 3–0 | 1–4    | 4–4, w.     |
| 1976/77 | Puchar UEFA | 1/4   | AEK Ateny         | 3–0 | 0–3    | 3–3, k: 6–7 |
| 1984/85 | Puchar UEFA | 1R    | KR Reykjavík      | 4–0 | 3–0    | 7–0         |
| 1984/85 | Puchar UEFA | 2R    | Partizan          | 6–2 | 0–4    | 6–6, w.     |